# 1786 na literatura

## Nascimentos
| Data            | Nome          | Profissão                          | Nacionalidade                  | Observações | Ref   |
| --------------- | ------------- | ---------------------------------- | ------------------------------ | ----------- | ----- |
| 24 de fevereiro | Wilhelm Grimm | Autor de literatura infantojuvenil | Sacro Império Romano-Germânico | m. 1859     | [ 1 ] |

## Mortes
| Data           | Nome          | Profissão                     | Nacionalidade                   | Observações | Ref |
| -------------- | ------------- | ----------------------------- | ------------------------------- | ----------- | --- |
| 26 de dezembro | Gasparo Gozzi | escritor satírico e moralista | Sereníssima República de Veneza | n. 1713     |     |